# Carles Velat
Carles Velat Abella (Barcelona, 3 de noviembre de 1946 - 24 de agosto de 2016) fue un actor de cine y de teatro español, también doblador de cine conocido artísticamente como Carles Velat.

## Teatro
- 1967. Un sabor a miel de Shelagh Delaney. Representada en el Instituto de Estudios Norteamericanos de Barcelona.
- 1970, noviembre. El Knack o qui no té grapa no engrapa de Ann Jellicoe. Traducción de Terenci Moix. Dirección de Ventura Pons. Estrenada en el Teatro CAPSA de Barcelona.
- 1973. Berenàveu a les fosques de Josep Maria Benet i Jornet. Estrenada en el teatro CAPSA de Barcelona.
- 1974. El criat de dos amos de Carlo Goldoni. Traducción de Joan Oliver. Estrenada en el teatro Español de Barcelona.
- 1976, mayo. Mandarina mecánica. Dirección: Josep Torrents, con Marta Angelat, Víctor Petit, Carles Velat y Antonio Lara. Estrenada en el Cafè-teatre Cal·líope de Barcelona.

## Filmografía
- 1977. La oscura historia de la prima Montse. Director: Jordi Cadena.
- Mi hija Hildegart; dirección: Fernando Fernán Gómez, (1977)
- 1979. Companys, procés a Catalunya. Director: Josep Maria Forn.
- 1980. La campanada. Director: Jaime Camino.
- 1980. En que lío me han metido. Director: Enrique Guevara.
- Un permiso para ligar; dirección: Enrique Guevara, (1980)
- ¡Viva la Pepa!; dirección: Carles Balagué, (1981)
- 1981. Barcelona sur. Director: Jordi Cadena.
- El Gran Teatre del Liceu (cortometraje); dirección: Manuel Cussó Ferrer-Xavier Juncosa, (1981)
- 1981. Las aventuras de Zipi y Zape. Director: Enrique Guevara.
- 1981. La cripta. Director: Cayetano del Real.
- Tres por cuatro; dirección: Manuel Iborra, (1982)
- 1982. En busca del polvo perdido. Director: Enrique Guevara.
- 1982. El diario rojo. Director: Juan Carlos Olaria.
- La rebelión de los pájaros; dirección: Lluís Josep Comerón, (1982)
- Entre paréntesis; dirección: Simó Fàbregas-Gustavo Montiel Pagés, (1982)
- 1982. Pares y Nones. Director: José Luis Cuerda.
- La selva está loca, loca, loca...; dirección: Jaime J. Puig, (1983)
- 1983. No me toques el pito que me irrito. Director: Ricard Reguant.
- 1983. El fascista, doña Pura y el follón de la escultura. Director: Joaquín Coll Espona.
- Un genio en apuros; dirección: Lluís Josep Comerón, (1983)
- La serra de Collserola (cortometraje); dirección: Ferran Llagostera, (1983)
- 1983. El pan debajo del brazo. Director: Mariano Ozores.
- Car-Men (Hombres-Coches), (cortometraje); dirección: Simó Fàbregas, (1984)
- 1985. La vaquilla. Director: Luis García Berlanga.
- 1985. Sé infiel y no mires con quién. Director: Fernando Trueba.
- Los nuevos curanderos; dirección: Isabel Mulá, (1986)
- 1987.  Caín  . Director: Manuel Iborra.
- 1987. Redondela. Director: Pedro Costa Musté.
- 1988. El baile del pato. Director: Manuel Iborra.
- 1991. Las apariencias engañan. Director: Carles Balagué
- Tiempo repetido (cortometraje); dirección: Carles Velat Angelat, (2007)
- 2010. El gran Vázquez. Director: Óscar Aibar.
- 2010. Capa caída. Director: Santiago Alvarado.
- Operación preferente (cortometraje); dirección: Roger Comella-Carles Velat Angelat, (2015)

## Actuaciones en televisión
- Teatro catalán
  - "Colometa" la gitana, o el regrés dels confinats (29 de febrero de 1972)
  - La baldirona (22 de agosto de 1972)
  - El gran Aleix (26 de septiembre de 1972)
  - Els zin-calós (31 de octubre de 1972)
  - Gabriel, alta costura (27 de febrero de 1973)
- Ficciones
  - La sacerdotisa del bosque de Bolonia (21 de septiembre de 1972)
  - El maleficio (4 de noviembre de 1972)
  - William Wilson (1972) [nota 1]
  - La puerta indiscreta (12 de mayo de 1973)
  - Una mujer insustancial (19 de mayo de 1973)
  - H. Hankel (24 de junio de 1974)
  - El amuleto polaco (7 de octubre de 1974)
- Novela
  - El Chuan (1 de abril de 1974)
  - Nunca como antes (13 de mayo de 1974)
  - Tierra para morir (1 de julio de 1974)
  - La rambla (15 de octubre de 1974)
  - Las bostonianas (5 de junio de 1978)
  - Las bostonianas II (6 de junio de 1978)
  - Las bostonianas III (7 de junio de 1978)
  - Las bostonianas IV (8 de junio de 1978)
  - Las bostonianas V (9 de junio de 1978)
  - Las bostonianas VI (12 de junio de 1978)
  - Las bostonianas VII (13 de junio de 1978)
  - Las bostonianas VIII (14 de junio de 1978)
  - Las bostonianas IX (15 de junio de 1978)
  - Las bostonianas X (16 de junio de 1978)
- Lletres catalanes
  - Les alegres comediantes (28 de enero de 1975)
  - Onades sobre una roca deserta (26 de mayo de 1975)
  - L'últim replà (24 de junio de 1975)
  - Una vella coneguda olor (1975)
  - Aigües encantades (27 de enero de 1976)
  - Piquet d'execució (26 de diciembre de 1976)
  - L'hèroe (7 de marzo de 1977)
  - Les tres germanes (1 de mayo de 1977)
  - L'ombra de l'escorpí (27 de junio de 1977)
  - Tereseta que baixava l'escaleta (21 de febrero de 1978) [nota 2]
  - Espectres (12 de abril de 1978)
  - Maria Rosa (24 de mayo de 1978)
  - Ball robat (13 de septiembre de 1978)
  - El verí del teatre (4 de octubre de 1978)
- Original
  - El hueco (1 de julio de 1975)
  - Dinero del purgatorio (5 de agosto de 1975)
  - El vestido nuevo (21 de noviembre de 1976)
  - Locura y ceremonia para una resurrección (5 de diciembre de 1976)
  - La tablita (16 de enero de 1977)
  - La visitante (6 de febrero de 1977)
- Palabras cruzadas
  - Sombra (3 de octubre de 1975)
- Cuentos y leyendas
  - Maese Pérez, el organista (2 de enero de 1976)
- Un globo, dos globos, tres globos
  - Episodio del 2 de marzo de 1976
  - Episodio del 9 de marzo de 1976
- Los libros
  - La bien plantada (3 de mayo de 1976)
- Teatro Club
  - Campanadas sin eco (7 de septiembre de 1976)
  - La boda de los pequeños burgueses (21 de septiembre de 1976)
  - Sonata de espectros (19 de octubre de 1976)
  - Paolo Paoli (4 de marzo de 1977)
  - Tango (1 de abril de 1977)
- La saga de los Rius
  - Episodio 1 (7 de noviembre de 1976)
  - Episodio 2 (14 de noviembre de 1976)
  - Episodio 3 (21 de noviembre de 1976)
  - Episodio 4 (28 de noviembre de 1976)
  - Episodio 5 (5 de diciembre de 1976)
  - Episodio 6 (12 de diciembre de 1976)
  - Episodio 7 (19 de diciembre de 1976)
  - Episodio 8 (26 de diciembre de 1976)
  - Episodio 9 (2 de enero de 1977)
  - Episodio 10 (9 de enero de 1977)
  - Episodio 11 (16 de enero de 1977)
  - Episodio 12 (23 de enero de 1977)
  - Episodio 13 (30 de enero de 1977) [nota 3]
- Taller de comèdies
  - Civilitzats, tanmateix (14 de febrero de 1977)
  - Els mites de Bagot (4 de julio de 1977)
- Un somni i mil enganyifes (película de televisión); dirección: Sergi Schaaff, (1978)
- Llibre dels fets del bon rei en Jaume
  - Episodio 5 (6 de febrero de 1978)
  - Episodio 6 (13 de febrero de 1978)
- Escrito en América
  - Cadáveres para la publicidad (9 de septiembre de 1979)
- Novel·la
  - Les cartes d' Hèrcules Poirot (10 de diciembre de 1979)
  - Una vida nova (3 de marzo de 1980)
- Estudio 1
  - Prohibido suicidarse en primavera II (3 de abril de 1981)
  - Los peces rojos (16 de octubre de 1981)
  - El tragaluz (1 de marzo de 1982)
  - La familia baila (14 de marzo de 1983)
- Les Guillermines del rei Salomó
  - El secret de la vedette o el xarop miraculós (20 de abril de 1981)
  - Transatlàntic de luxe o una cua de sirena per a dos mariners (4 de mayo de 1981)
  - La Bella Dorment o the Sleeping Beauty (11 de mayo de 1981)
  - A Macao quin cacau o l'espia de Macao (18 de mayo de 1981)
  - Pasta italiana o els espaghetti de l'amor (25 de mayo de 1981)
  - Las Vegas i les madures o dos estranys a la matinada ('1 de junio de 1981)
  - Esgarrapades de pantera o mossegades esquizofrenètiques (8 de junio de 1981)
  - Estudi d'actors, estudi de stars, o The Manhattan Sant Boi (15 de junio de 1981)
  - La nebodeta puritana o fantasmes, sang i fetge (22 de junio de 1981)
  - La dama i el bergant o My Fair Boy (29 de junio de 1981)
  - Passions selvàtiques o el gran mico (9 de julio de 1981)
  - L'infantó que caigué del cel o The Galaxia's Cabaret Story (16 de julio de 1981)
  - La reina de Saba i els dos mosqueters o The End (23 de julio de 1981)
- Cervantes
  - Episodio 2 (27 de abril de 1981)
  - Episodio 3 (4 de mayo de 1981)
- Teatre
  - El cantador (30 de marzo de 1982)
  - Cinc minuts (11 de junio de 1984)
- Total (película de televisión); dirección: José Luis Cuerda, (1983)
- Un encargo original
  - El arte de mirar (13 de agosto de 1983)
- Deliciosamente absurdos
  - Primera Navidad (20 de diciembre de 1983)
  - Segunda Navidad (5 de enero de 1984)
  - ... y tercera Navidad (12 de enero de 1984)
- Carme i David: cuina, menjador i llit
  - L'espia que arribà de la porteria ( (27 de abril de 1984)
  - Sopar de quatre (4 de mayo de 1984)
  - Esclau del vici (11 de mayo de 1984)
  - Una festa de pel·lícula (18 de mayo de 1984)
  - El pare pagès (25 de mayo de 1984)
  - Carme dels esperits (1 de junio de 1984)
  - La mama fa vodevil (8 de junio de 1984)
  - El joc de l'amor i els disbarats (15 de junio de 1984)
  - Poesia a domicili (22 de junio de 1984)
  - Un viatge a Egipte (29 de junio de 1984)
  - Cada fill porta un llonguet sota l'aixella (6 de julio de 1984)
  - Confessions d'amants (13 de julio de 1984)
  - Una doneta i un homenàs (20 de julio de 1984)
- Digui, digui
  - Qui ets? (22 de octubre de 1984)
  - Episodio emitido el 7 de enero de 1985
  - Episodio emitido el 2 de diciembre de 1986
  - Episodio emitido el 26 de junio de 1987
- Planeta imaginario
  - Andersen (14 de enero de 1985) [nota 4]
- L'ombra de l'escorpí (película de televisión); dirección: Sergi Schaaff, (1986)
- Escalera exterior, escalera interior
  - Aves migratorias (6 de octubre de 1986)
  - Ladrones de tumbas (13 de octubre de 1986)
  - Asegurada de incendios (20 de octubre de 1986)
  - Este día no es mi día (27 de octubre de 1986)
  - La gota fría (3 de noviembre de 1986)
  - La chica de al lado (10 de noviembre de 1986)
  - Pase sin llamar (17 de noviembre de 1986)
  - Babilonia, Babilonia (24 de noviembre de 1986)
  - Su mejor momento (1 de diciembre de 1986)
  - Matanza para dos (8 de diciembre de 1986)
  - Tolerancia (15 de diciembre de 1986)
  - Quién lo hubiera dicho (22 de diciembre de 1986)
  - Yo por ejemplo, usted por si acaso (29 de diciembre de 1986)
- La voglia di vincere
  - Episodio 2 (22 de marzo de 1987)
- 13 x 13
  - Tobiada (29 de enero de 1988)
- Amb la mosca al nas (película de televisión); dirección: Ricard Reguant, (1988)
- Crònica negra
  - Ara que començàvem a divertir-nos (9 de diciembre de 1988)
- Don Rock (1 episodio, 1990) [nota 5]
- Estació d'enllaç
  - Edgar i Maria (17 de enero de 1995)
- Rosa, punt i a part
  - Episodio 1 (15 de abril de 1996)
  - Episodio 2 (22 de abril de 1996)
  - Episodio 3 (29 de abril de 1996)
  - Episodio 4 (13 de mayo de 1996)
- Dues dones (película de televisión); dirección: Enric Folch, (1998)
- Ermessenda
  - Episodio 1 (21 de marzo de 2011)
  - Episodio 2 (22 de marzo de 2011)
- 14 d'abril: Macià contra Companys ((película de televisión); dirección: Manuel Huerga, (2011)
- Gran Nord
  - El compromís (22 de julio de 2013) [nota 6]
- La Xirgu (película de televisión); dirección: Silvia Quer, (2015)